# Союз народів

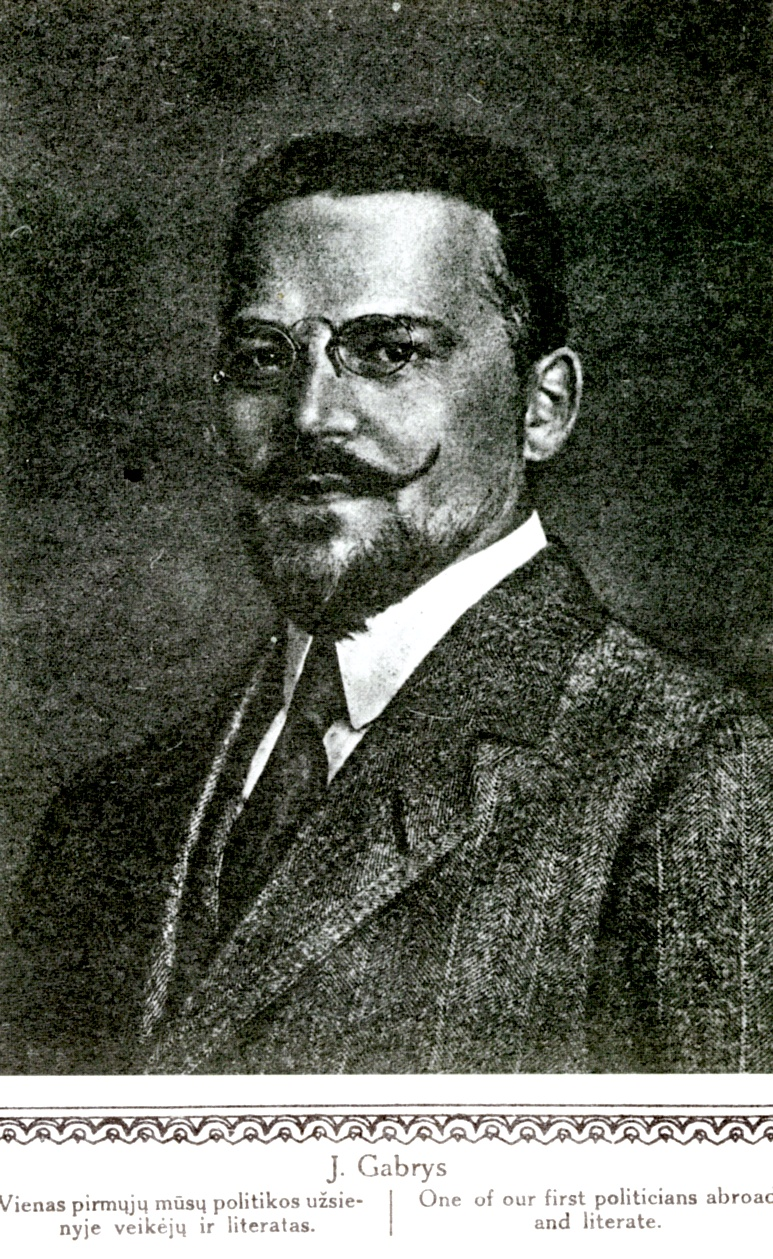
Юозас Габріс, засновник Союзу

Видана Союзом у 1918 етнографічна карта Європи за авторством Габріса наводить значно більшу ніж на професійних картах етнічну територію литовців

Союз народів (фр. Union des Nationalités, Office Central des Nationalités, Bureau des Nationalités) — організація, що існувала у 1912–1919 роках та мала на меті сприяти національному самовизначенню народів Центральної та Східної Європи.

## Історія
Союз було засновано у 1912 в Парижі за ініціативи литовського націоналіста Юозаса Габріса. У Франції Союз отримав підтримку від ліво-центристських сил, видавав журнал Les Annales des Nationalités. Союз організував п'ять Конгресів народів (1912, 1915, 1916, 1918, 1919).
Хоч Союз і налагодив зв'язки із антиколоніальними рухами Індії та Єгипту, його діяльність концентрувалася навколо народів Центральної та Східної Європи, що входили до складу Австро-Угорської та Російської імперій, передусім — литовців та українців. Представники польського національного руху не увійшли до Союзу через несумісність їхньої ідеології з ідеєю литовської державності.
Початково Союз орієнтувався на французьку та американську підтримку національних свобод. З початком Першої світової війни у його діяльності виявилися проблеми, оскільки різні сторони конфлікту підтримували національні рухи різних народів (Антанта — чехів, словаків, югославів; Центральні держави — кавказців, мусульман Росії, литовців, латвійців, естонців, українців та, до певної міри, поляків).
Третя конференція народів була проведена 27-29 червня 1916 у нейтральній Лозанні (Швейцарія), де незадовго до того була заснована Ліга іноземних народів Росії та вів діяльність Дмитро Донцов. На ній були представлені насамперед народи Російської імперії, також були присутні баскська, каталонська, туніська, єгипетська, єврейська та інші делегації. Серед делегатів були лідери національних рухів народів Росії, зокрема Акчура Юсуф та Антанас Сметона.
Союз відкрив у Лозанні Центральну бібліотеку народів (Librairie Centrale des Nationalites). Після окупації Литви Німеччиною у 1917 році Габріс спробував знову змінити орієнтацію Союзу на профранцузьку, однак його діяльність була скомпрометована і не отримала підтримки.